# Liste der Monuments historiques in Leval (Nord)
Die Liste der Monuments historiques in Leval (Nord) führt die Monuments historiques in der französischen Gemeinde Leval auf.

## Liste der Bauwerke
| Bezeichnung     | Beschreibung                | Standort | Kennzeichnung | Schutzstatus | Datum | Bild |
| --------------- | --------------------------- | -------- | ------------- | ------------ | ----- | ---- |
| Tour Florentine | Erbaut in den 1920er Jahren | (Lage)   | PA59000045    | Inscrit      | 1999  |      |